# Gestreepte winde
De gestreepte winde (Convolvulus silvaticus, synoniem: Calystegia silvatica) is een vaste plant die behoort tot de windefamilie (Convolvulaceae). De soort komt van nature voor in Zuid-Europa, is verder verspreid als tuinplant en komt als verwilderde tuinplant nu ook elders in het wild voor. De gestreepte winde staat op de Nederlandse Rode lijst van planten als zeldzaam tot vrij zeldzaam. Het aantal chromosomen 2n = 22.
De gestreepte winde lijkt veel op de haagwinde. Bij de gestreepte winde overlappen de randen van de steelbladen elkaar in de onderste helft en bij de haagwinde overlappen ze niet, maar kunnen ze elkaar met de randen wel of niet raken, waardoor de kelkbladen van opzij deels zichtbaar blijven.
De linkswindende klimmende plant wordt tot 5 m hoog. De plant heeft tot ver uitgestrekte rizomen. De eironde tot driehoekige bladeren zijn 5-18 cm lang en 3,5-15 cm breed. De bladsteel is 3-11 cm lang. De plant bevat wit melksap.
De gestreepte winde bloeit van juni tot in de herfst met witte bloemen of de bloemen zijn zeer lichtroze en dan vijf witte banen. De bloemkroon bestaat uit vijf kroonbladen en is  6-9 cm lang.  De vijf steelbladen zijn 1,5-1,8 lang. De meeldraden zijn 2,5-3,5 cm lang. De bloem heeft twee, cilindervormige stempels. Het vruchtbeginsel is bovenstandig en tweehokkig.
De 1-1,5 cm lange, bijna ronde vrucht is een doosvrucht en bevat vier zaden. Het bruinzwarte, driehoekig-eironde zaad is 4-5 mm groot.

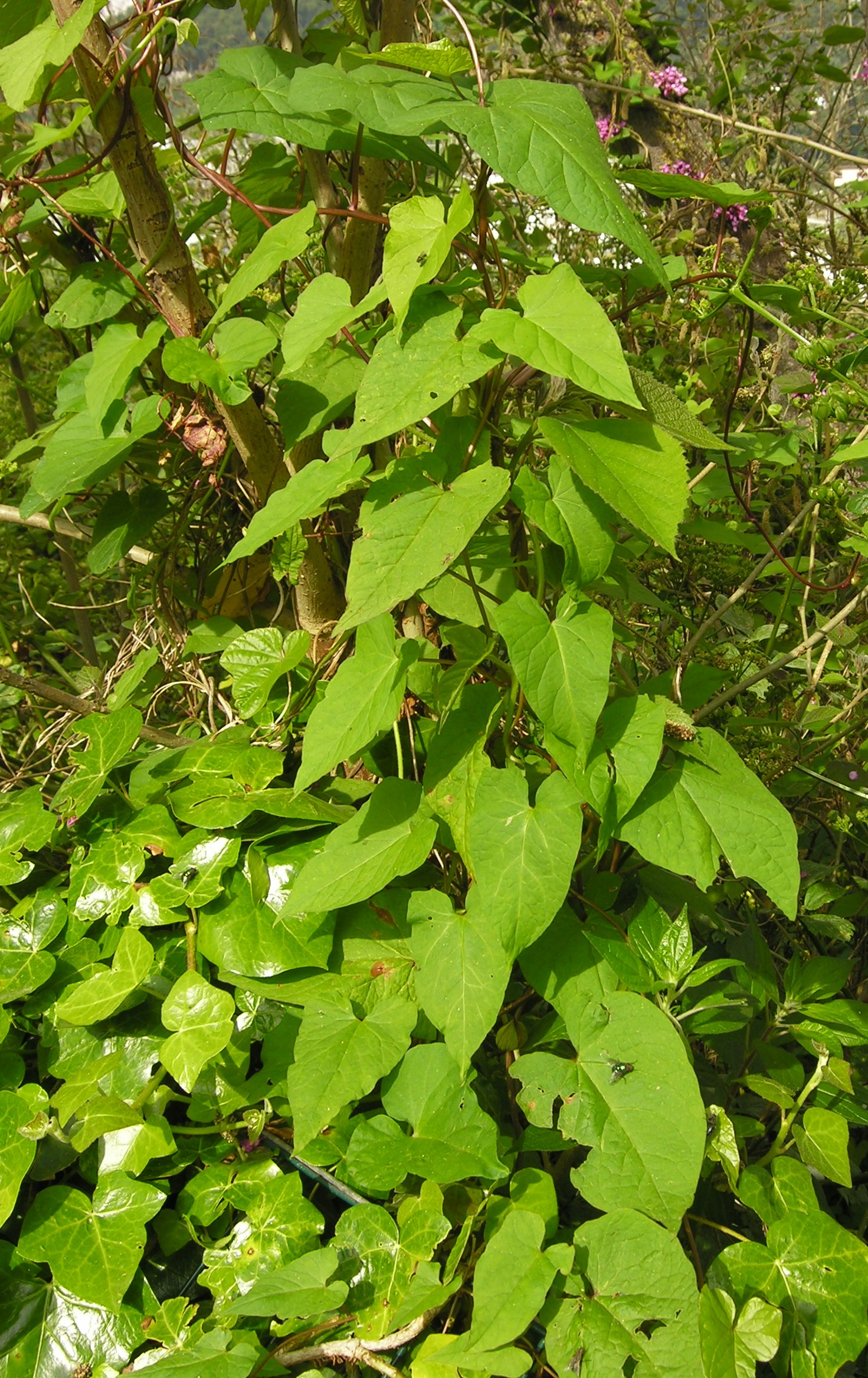
Plant
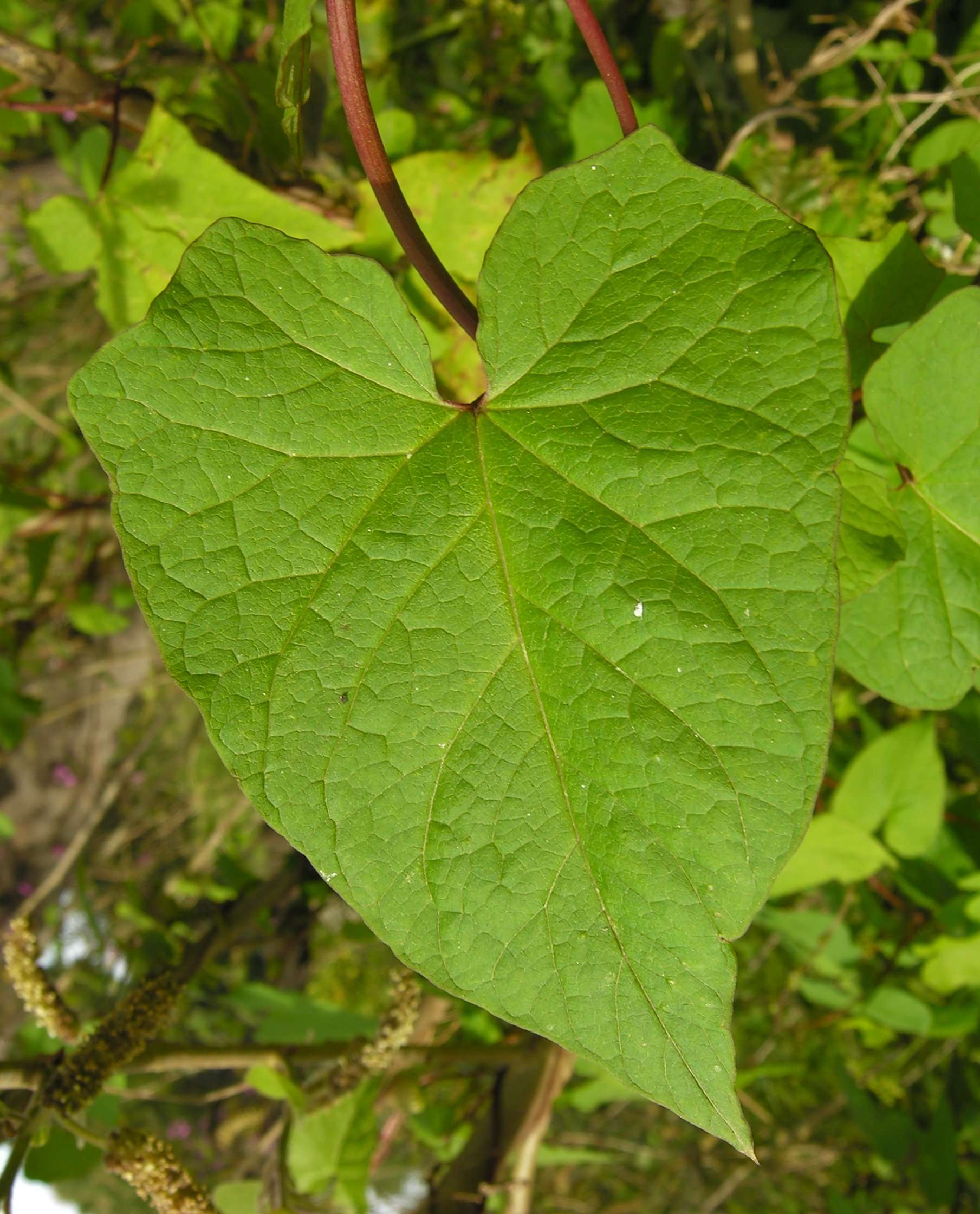
Blad
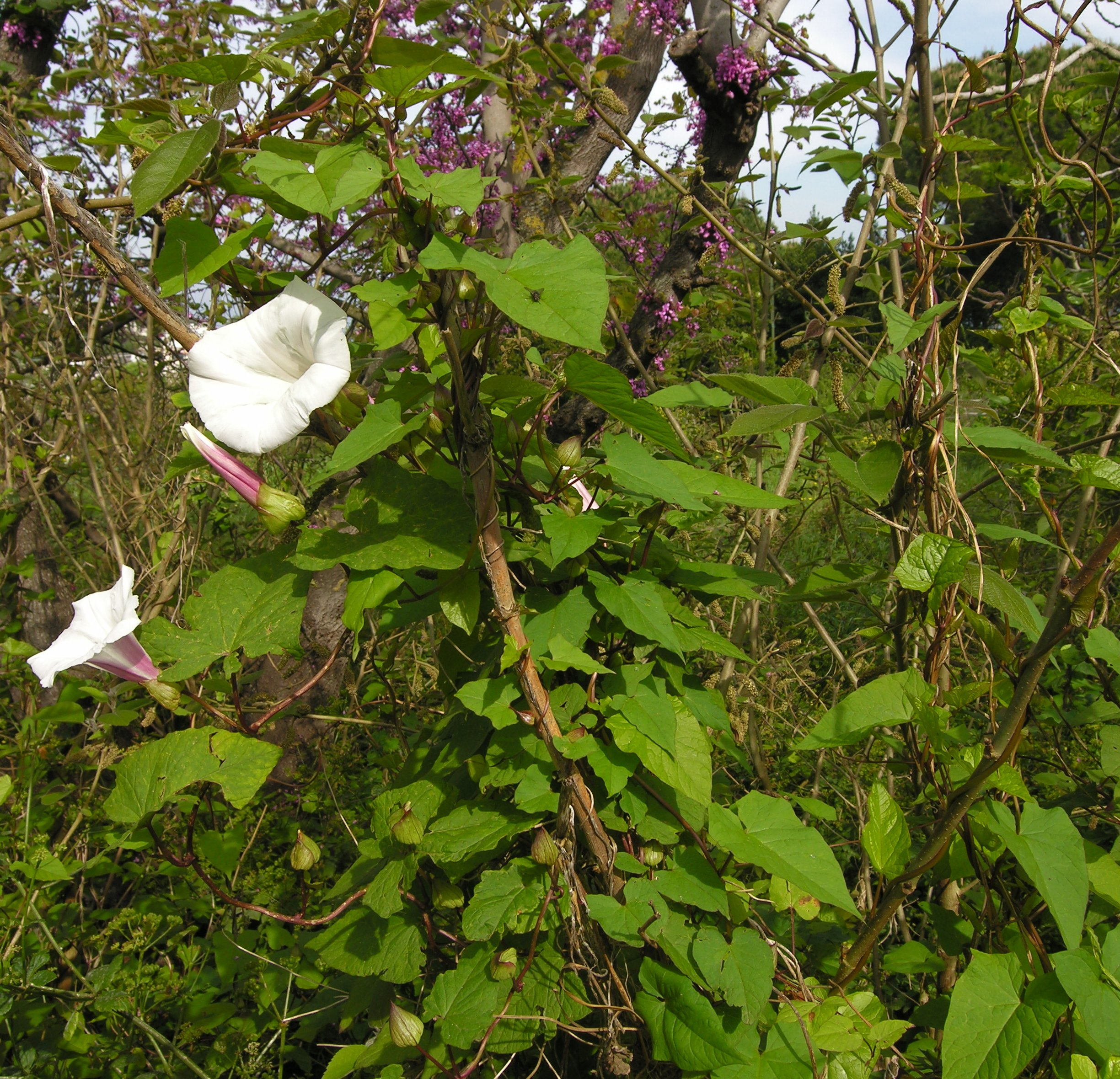
Bloeiende plant
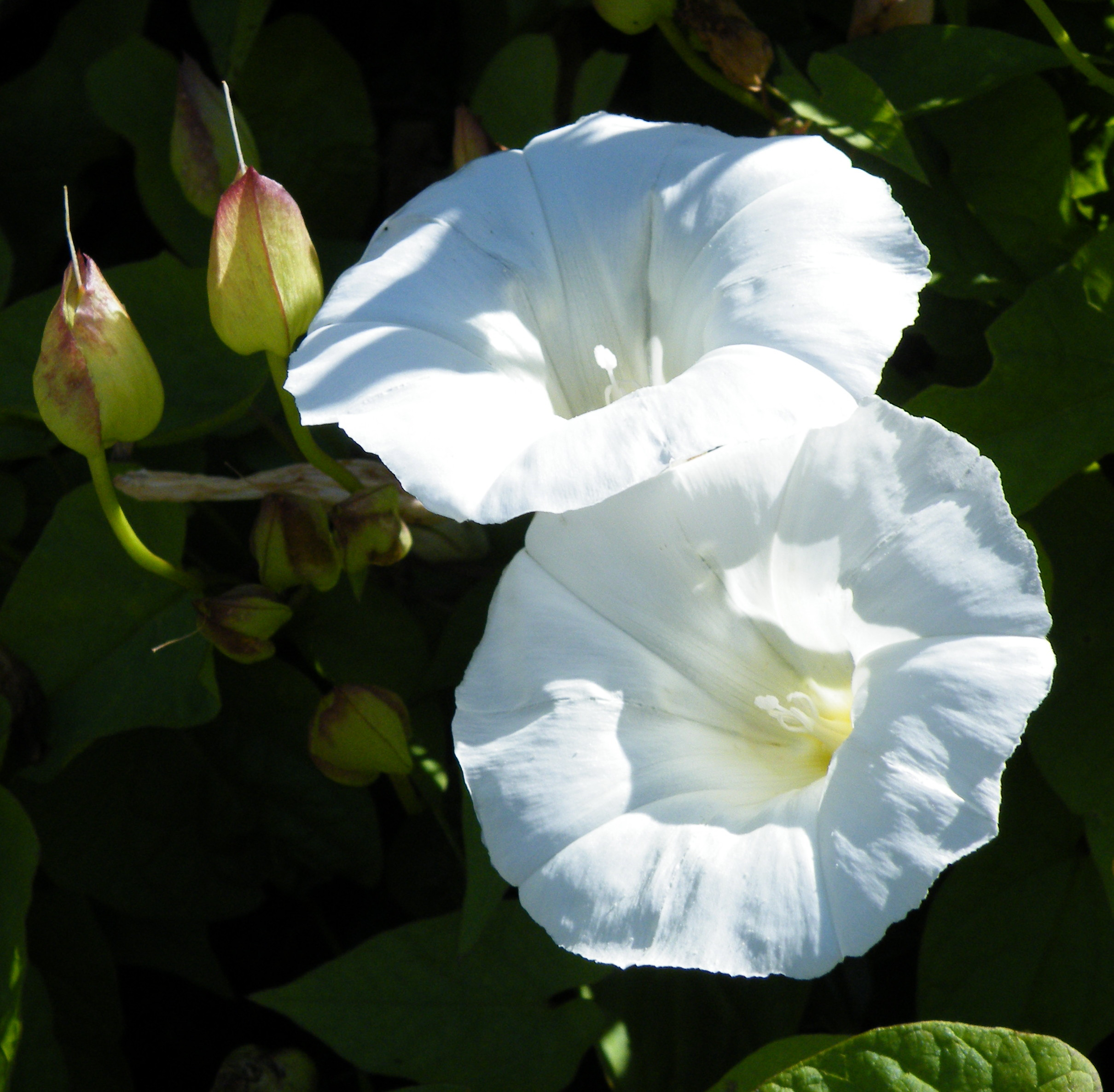
Bloemen